# Phasia nigripalpis
Phasia nigripalpis là một loài ruồi trong họ Tachinidae.